# Катарина Радивоєвич
Катарина Радивоєвич (серб. Катарина Радивојевић; нар. 29 березня 1979, Белград, Югославія) — сербська акторка. Найбільш відома за фільмами «Зона Замфірова» та «Морфій».

## Фільмографія

### Телесеріали
- "Вікторія" (2012)
- «Sva ta ravnica» (2010)
- «Najbolje godine» (2009–2011)
- «Ljubav i mržnja» (2007–2008)
- «Dangube» (2005.)
- «Laku noć, deco»(2003.)
- «Policajac sa Petlovog brda» (1993–1994)

### Художні фільми
- «Морфій» (Morfiy, 2008)
- «Чарльстон для Огнєнки» (2008)
- «S.O.S. — Врятуйте наші душі» (S.O.S. — Spasite naše duše, 2007)
- «Гонитва за везунчиком» (Potera za Sreć(k)om, 2005)
- «Libero» (2005)
- «Vuk» (2004)
- «Пограбування Третього Рейху» (Pljačka Trećeg rajha, 2004)
- «Lavirint» (2002)
- «Зона Замфірова» (Zona Zamfirova, 2002)
- «Klasa» (2002)
- «Lola» (2001)
- «Поліцейський з Півнячої гори» (Policajac sa Petlovog brda, 1992)